# Risoluzione delle Nazioni Unite
La risoluzione delle Nazioni Unite è l'atto giuridico più importante che l'Organizzazione delle Nazioni Unite possa adottare. Sebbene qualsiasi organismo dell'ONU possa emettere risoluzioni, di fatto queste vengono proclamate solo dal Consiglio di sicurezza oppure dall'Assemblea generale, e vengono distinte secondo la loro origine in "Risoluzioni del consiglio di Sicurezza" e "Risoluzioni dell'Assemblea generale delle Nazioni Unite".

## Valore giuridico delle risoluzioni
Il valore legale di una risoluzione è oggetto di dibattito tra i giuristi:
- la maggior parte degli esperti considera gran parte delle risoluzioni dell'Assemblea generale come non vincolanti (si vedano gli articoli 10 e 14 della Carta delle Nazioni Unite, che si riferiscono alle "raccomandazioni" dell'Assemblea generale); tuttavia, alcune risoluzioni dell'Assemblea generale riguardanti argomenti interni alle Nazioni Unite, quali le decisioni di bilancio o le istruzioni dirette agli organi ONU di rango minore, vincolano chiaramente i loro destinatari.

- Secondo l'articolo 25 della Carta delle Nazioni Unite, gli Stati membri delle Nazioni Unite convengono ad adempiere alle "decisioni del Consiglio di sicurezza in conformità con la presente Carta". È stato oggetto di dibattito quale genere di risoluzioni del Consiglio di sicurezza sia coperto da questa misura; in particolare se tale misura riguardi soltanto le risoluzioni del Consiglio di sicurezza adottate a norma del capitolo VII della Carta delle Nazioni Unite ("azione riguardo alle minacce contro la pace, agli infrangimenti della pace, ed agli atti di aggressione"). Nel 1971 la Corte Internazionale di Giustizia deliberò con il suo parere consultivo “Namibia" che l'effetto vincolante delle decisioni del Consiglio di sicurezza non fosse limitato alle risoluzioni adottate esclusivamente secondo tale misura.

## Struttura delle risoluzioni
La tipica risoluzione delle Nazioni Unite è strutturata come una singola, lunghissima frase complessa. Essa si compone di tre sezioni: il nome dell'organismo che la adotta (siano questi il Consiglio di sicurezza, l'Assemblea generale, o eventualmente un'articolazione di questa, o qualunque altro organismo titolato a ciò), che funge da soggetto della frase; le frasi del preambolo, che indicano i motivi retrostanti all'adozione della risoluzione, proprio come nel caso di un preambolo in qualunque altro documento; e le frasi operative, tramite le quali l'organismo delinea le azioni che intraprenderà (se si tratta del Consiglio di sicurezza o - internamente all'ONU - di un organismo politico delle Nazioni Unite), o che raccomanda vengano prese (in molte risoluzioni del Consiglio di sicurezza, e - esternamente all'ONU - nel caso di tutti gli altri organismi).
L'ultima frase operativa, almeno per quanto riguarda il Consiglio di sicurezza recita quasi sempre "Decides to remain seized of the matter" "decide di continuare ad interessarsi della cosa" (talvolta anche "actively seized" "interessarsi attivamente"). Il motivo di tale formulazione è per alcuni versi oscuro, ma sembra potervisi leggere la promessa che questo organismo tornerà ad occuparsi della questione oggetto della risoluzione anche in futuro, se necessario.
Le frasi di preambolo e quelle operative iniziano quasi sempre con dei verbi, talvolta modificati da avverbi, e continuano con ciò che l'organismo decide di introdurre; la prima parola è sempre sottolineata o in corsivo. Comunque, le frasi del preambolo non sono numerate, finiscono con delle virgole, e talvolta iniziano con degli aggettivi; le frasi operative sono numerate, finiscono con un punto e virgola (tranne l'ultima che si chiude con il punto), e non iniziano mai con un aggettivo.
Il nome dell'organismo che la emette può essere spostato da prima delle frasi di preambolo a dopo; la decisione di farlo o non farlo è più che altro mossa da considerazioni stilistiche, e la risoluzione continua a rappresentare una frase di senso compiuto.

## Sistema di numerazione delle risoluzioni
La numerazione ufficiale e formale segue il criterio dell'ONU: tre campi alfanumerici separati da un carattere "/": La prima lettera indica l'organo che emette la risoluzione (S=Consiglio di sicurezza, A=Assemblea generale), il secondo campo "RES" indica che trattasi di una risoluzione (resolution in inglese), il terzo indica la numerazione. Così, ad esempio, S/RES/313 indica la Risoluzione n. 313 del Consiglio di sicurezza.
Spesso nel linguaggio comune o negli organi di stampa si commette l'errore di indicare genericamente come "Risoluzione ONU (segue numero)" ma questa dicitura non è univoca senza specificare l'organo che l'ha emessa. Così ad esempio la "Risoluzione ONU 313" può rappresentare in modo ambiguo una delle seguenti:
- S/RES/313(1972): risoluzione del Consiglio di sicurezza del 28 febbraio 1972 avente come oggetto "Situazione in Medio Oriente"

- A/RES/313(IV): risoluzione dell'Assemblea generale del 20 ottobre 1949 avente come oggetto "Bozza di convenzione sulla libertà d'informazione"

Generalmente ci si affida al contesto per disambiguare tali espressioni.

## Risoluzioni dell'Assemblea generale
| Risoluzione | Data       | Oggetto | Doc.ONU         |
| 1497        | 31/10/1960 | Lo status della lingua tedesca nella provincia di Bolzano (Bozen); applicazione dell'accordo di Parigi del 5 settembre 1946 | A/RES/1497(XV)  |
| 1661        | 28/11/1961 | Lo status della lingua tedesca nella provincia di Bolzano (Bozen);                                                          | A/RES/1661(XVI) |